# Саммамиш (Вашингтон)
Саммамиш (англ. Sammamish) — город в округе Кинг в штате Вашингтон в Соединённых Штатах Америки.
По данным переписи населения 2020 года в США, население города составляло 67 455 человек.

## История
Название города происходит от одного из коренных народов Америки жившего в основном на территории нынешнего штата Вашингтон, где «squax» (озеро Саммамиш) и «abs» — суффикс используемый для описания людей из определенной местности (на языке племени буквально звучит как «люди озера Саммамиш»).
В доколумбову эпоху озеро Саммамиш и прилегающее плато были территорией, где проживали индейские народы дувамиши, суквомиши, сноквалми, саммамиши и снохомиши со времен последнего плейстоценового оледенения, до контакта с европейцами. Они жили в деревнях с длинными домами в семи деревнях на побережье озера Саммамиш и около него; две из них находились на месте современного города.

## География
По данным Бюро переписи населения США, общая площадь города составляет 24,04 квадратных миль (62,26 км2), из которых 20,43 квадратных миль (52,91 км2) приходится на сушу, а 3,61 квадратных миль (9,35 км2) — на водную поверхность.